# エグ川
エグ川 (エグがわ、モンゴル語: Эгийн гол,エギーン・ゴル) とは、モンゴル国北部のフブスグル県及びボルガン県を流れる河川。エグ川はフブスグル湖より流れ出る唯一の河川であり、セレンゲ川に合流する。

## 概要
フブスグル県内にはハトガル・ソムやトゥネル・ソムに木製の橋が、エルデネボルガン・ソムにコンクリート製の橋が設置されている。また、ボルガン県内ではテシグ・ソムとフタグ＝ウンドゥル・ソムの間に橋がある。
1990年代初頭よりエグ川では水力発電ダムを建設する試みが為されてきたが、様々な問題によって実現を阻まれている。ダム建設を阻む主な要因として、エグ川流域に豊富に存在する遺跡の考古学的調査が進んでいないこと、地質学上この地域では地震が発生する可能性があること、ダム建設によって同地方の住民が移住を余儀なくされることなどが挙げられる。